# Gayratjon Hasanov
Gayratjon Hasanov (ur. 12 stycznia 1983) – uzbecki piłkarz pochodzenia rosyjskiego grający na pozycji bramkarza.

## Kariera klubowa
Karierę piłkarską Hasanov rozpoczął w klubie Neftchi Fergana. W 2003 roku zadebiutował w jego barwach w pierwszej lidze uzbeckiej. W 2003, 2004 i 2006 roku wywalczył z nim wicemistrzostwo Uzbekistanu. W 2010 roku odszedł do Xorazmu Urgencz.

## Kariera reprezentacyjna
W 2007 roku Hasanov, pomimo braku debiutu w reprezentacji Uzbekistanu, został powołany przez selekcjonera Raufa Inileyeva do kadry na Puchar Azji 2007. Tam był rezerwowym bramkarzem i nie rozegrał żadnego spotkania.